# 周鄭交惡
周鄭交惡發生於前720年，鄭國侵犯東周的國境。
鄭桓公曾經是周朝朝廷的司徒，鄭武公也在周平王時出任卿士。鄭莊公繼承父親為鄭國國君時，也承襲了父親在朝廷的卿士職位。後來，周平王寵信虢公忌父，有意擢升虢公、分享鄭莊公的權力。鄭莊公怨恨周王，周王隨即澄清，並以王子狐入鄭為人質，鄭國遂派遣世子忽入周為人質，史稱「周鄭交質」。 前720年，周平王去世，周桓王繼位。周朝廷準備委任虢公執政，取代鄭莊公。鄭莊公派遣鄭卿祭足率領鄭軍在四月收割了東周王畿內溫地的麥，又於當年秋天再率領鄭軍收割了東周王畿內成周的禾，周鄭關係因此進一步惡化。